# Relațiile dintre Republica Moldova și Grecia
Relațiile dintre Republica Moldova și Grecia sunt relațiile bilaterale dintre Grecia și Moldova. Grecia este reprezentată în Moldova prin ambasada sa la Kiev și un consulat la Chișinău. Moldova este reprezentată în Grecia prin ambasada sa din Atena deschisă în 2003.

## Colaborare educațională
A existat un interes din 1992 în Moldova pentru limba greacă. Predarea limbii grecești este oferită de cele mai mari trei institute de învățământ superior din Moldova. Departamentul de limbă și cultură greacă a fost creat ca parte a Universității de Stat din Moldova din 1998. Predarea limbii grecești este considerată ca fiind de o importanță capitală pentru comunitatea greacă din Moldova. Ministerul Educației din Grecia a trimis materiale de studiu pentru studenții care urmează cursuri de limba greacă, dar și burse pentru Universitatea Aristotel din Salonic.

## Vezi si
- Relațiile externe ale Republicii Moldova
- Relațiile dintre Republica Moldova și Uniunea Europeană